# Alphabet-Symptom
Alphabet-Symptom ist ein Begriff aus der Schielheilkunde (Strabologie), einem Teilbereich der Augenheilkunde. Man bezeichnet damit den Umstand, dass ein horizontales Schielen, je nachdem ob man nach unten, geradeaus oder nach oben schaut, unterschiedlich groß sein kann. Diese Unterschiedlichkeit wird auch Inkomitanz genannt.

## Beschreibung
Häufig tritt ein Alphabet-Symptom im Zusammenhang mit einem Innenschielen auf. Dabei wird als A-Inkomitanz eine Zunahme, als V-Inkomitanz eine Abnahme der Schielabweichung beim Blick nach oben beschrieben. Entsprechend bedeutet dies bei Blick nach unten eine Abnahme des Schielwinkels für die A-, dessen Zunahme für die V-Inkomitanz.
Bezieht man diese Symptome auf eine Exo-Deviation, also ein Außenschielen, wird als A-Inkomitanz eine Abnahme, als V-Inkomitanz eine Zunahme der Schielabweichung beim Blick nach oben beschrieben. Bei Blick nach unten bedeutet dies eine Zunahme des Schielwinkels für die A-, dessen Abnahme für die V-Inkomitanz.
Neben den A- und V-Inkomitanzen kennt man zudem X-, Y- und λ-Inkomitanzen mit entsprechender Veränderung der jeweiligen Horizontaldeviation beim Auf- und Abblick. Dies zeigt, dass die Progression der Winkeländerungen bei Auf- und Abblick nicht zwangsläufig harmonisch verlaufen muss.
Weiterhin tritt bei A- und λ-Inkomitanzen häufig ein Tieferstand (Hypotropie) des jeweils adduzierten Auges auf, bei V- und Y-Inkomitanzen ein entsprechender Höherstand (Hypertropie). Diese Symptomatik fasst man auch unter den Begriffen Strabismus deorsoadductorius bzw. Strabismus sursoadductorius zusammen, die auch Bestandteil des so genannten kongenitalen Schielsyndroms sein können.

## Ursache
Als Ursache werden im Allgemeinen Funktionsstörungen der schrägen Augenmuskeln beschrieben. Danach sind A- und λ-Inkomitanzen meistens auf Überfunktionen der Mm. obliqui superiores und/oder Unterfunktionen der Mm. obliqui inferiores zurückzuführen, während V- und Y-Inkomitanzen mit einer Unterfunktion der oberen und/oder Überfunktion der unteren schrägen Augenmuskeln einhergehen.
Neben den erwähnten Über- und Unterfunktionen der Mm. obliqui finden sich als Ursache gelegentlich auch solche an den geraden Vertikalmotoren (Mm. recti superiores und Mm. recti inferiores).
Ungeachtet der jeweiligen Konzentration der Funktionsstörungen auf eine Muskelgruppe kann jedoch insgesamt davon ausgegangen werden, dass das Zusammenspiel aller Vertikalmotoren nur sehr unvollkommen dem Hering'schen Gesetz der seitengleichen Innervation folgt.

## Therapie
Sinnvolle Therapieform, so notwendig, ist eine Schieloperation, die in der Regel an den Mm. obliqui durchgeführt wird, da hier auch ggf. ein bestehendes rotatorisches Schielen (Zyklotropie) besser ausgeglichen werden kann, als bei Operationen an den geraden Vertikalmotoren.